# Нікола Равалья
Нікола Равалья (італ. Nicola Ravaglia, нар. 12 грудня 1988, Форлі) — італійський футболіст, воротар клубу «Сампдорія».

## Ігрова кар'єра
Народився 12 грудня 1988 року в місті Форлі. Вихованець футбольної школи «Чезени». Дорослу футбольну кар'єру розпочав 2006 року в основній команді того ж клубу, за яку провів дві гри в сезоні 2006–07 в Серії B. 
Протягом наступних років грав за нижчолігові «Поджбонсі», «В'яреджо» і СПАЛ.
2011 року повернувся до «Чезени», за яку в сезоні 2011/12 провів 8 матчів у найвищому італійському дивізіоні. За результатами сезону чезенці місце в еліті не зберегли, а Равалья захищав їх ворота ще протягом сезону у другому дивізіоні, хоча основним голкіпером так і не став. Згодом по сезону відіграв за «Віченцу» та «Козенцу» у третьому дивізіоні.
Влітку 2015 року уклав контракт з третьоліговим «Кремонезе», якому за два сезони допоміг підвищитися до другого дивізіону, де провів ще три сезони.
1 вересня 2020 року перейшов до вищолігової «Сампдорії», ставши в генуезькому клубі третім воротарем.

## Статистика виступів

### Статистика клубних виступів
Станом на 20 серпня 2022
| Сезон                 | Команда               | Чемпіонат             | Чемпіонат | Чемпіонат | Національний кубок | Національний кубок | Національний кубок | Континентальні кубки | Континентальні кубки | Континентальні кубки | Інші змагання | Інші змагання | Інші змагання | Усього | Усього |
| Сезон                 | Команда               | Ліга                  | Ігор      | Голів     | Ліга               | Ігор               | Голів              | Ліга                 | Ігор                 | Голів                | Ліга          | Ігор          | Голів         | Ігор   | Голів  |
| --------------------- | --------------------- | --------------------- | --------- | --------- | ------------------ | ------------------ | ------------------ | -------------------- | -------------------- | -------------------- | ------------- | ------------- | ------------- | ------ | ------ |
| 2006–07               | «Чезена»              | B                     | 2         | -5        | КІ                 | 0                  | 0                  | -                    | -                    | -                    | -             | -             | -             | 2      | -5     |
| 2007–08               | «Поджібонзі»          | C2                    | 33        | -35       | КІ                 | 0                  | 0                  | -                    | -                    | -                    | -             | -             | -             | 33     | -35    |
| 2008–09               | «Чезена»              | ЛП1Д                  | 32        | -21       | КІ                 | 2                  | -4                 | -                    | -                    | -                    | -             | -             | -             | 34     | -25    |
| 2009–10               | «В'яреджо»            | ЛП1Д                  | 33+2      | -39 + -2  | КІ                 | 0                  | 0                  | -                    | -                    | -                    | -             | -             | -             | 35     | -41    |
| 2010–11               | СПАЛ                  | ЛП1Д                  | 33        | -35       | КІ                 | 1                  | -3                 | -                    | -                    | -                    | -             | -             | -             | 34     | -38    |
| 2011–12               | «Чезена»              | A                     | 8         | -11       | КІ                 | 2                  | -2                 | -                    | -                    | -                    | -             | -             | -             | 10     | -13    |
| 2012–13               | «Чезена»              | B                     | 9         | -22       | КІ                 | 3                  | -6                 | -                    | -                    | -                    | -             | -             | -             | 12     | -28    |
| Усього за «Чезену»    | Усього за «Чезену»    | Усього за «Чезену»    | 51        | -59       |                    | 7                  | -12                |                      |                      |                      |               |               |               | 58     | -71    |
| 2013–14               | «Віченца»             | ЛП1Д                  | 23        | -21       | КІ+КІ-ЛП           | 0+0                | 0                  | -                    | -                    | -                    | -             | -             | -             | 23     | -21    |
| 2014–15               | «Козенца»             | ЛП                    | 33        | -31       | КІ+КІ-ЛП           | 1+3                | -3 + -1            | -                    | -                    | -                    | -             | -             | -             | 37     | -35    |
| 2015–16               | «Кремонезе»           | ЛП                    | 34        | -33       | КІ+КІ-ЛП           | 1+0                | 0 + -0             | -                    | -                    | -                    | -             | -             | -             | 35     | -33    |
| 2016–17               | «Кремонезе»           | ЛП                    | 37        | -39       | КІ+КІ-ЛП           | 3+0                | -7 + -0            | -                    | -                    | -                    | СКІ-ЛП        | 1             | -3            | 41     | -49    |
| 2017–18               | «Кремонезе»           | B                     | 4         | -6        | КІ                 | 1                  | -2                 | -                    | -                    | -                    | -             | -             | -             | 5      | -8     |
| 2018–19               | «Кремонезе»           | B                     | 15        | -15       | КІ                 | 0                  | 0                  | -                    | -                    | -                    | -             | -             | -             | 15     | -15    |
| 2019–20               | «Кремонезе»           | B                     | 25        | -28       | КІ                 | 1                  | -2                 | -                    | -                    | -                    | -             | -             | -             | 26     | -30    |
| Усього за «Кремонезе» | Усього за «Кремонезе» | Усього за «Кремонезе» | 115       | -121      |                    | 6                  | -11                |                      |                      |                      |               | 1             | -3            | 122    | -135   |
| 2020–21               | «Сампдорія»           | A                     | 0         | 0         | КІ                 | 0                  | 0                  | -                    | -                    | -                    | -             | -             | -             | 0      | 0      |
| 2021–22               | «Сампдорія»           | A                     | 1         | -1        | КІ                 | 0                  | 0                  | -                    | -                    | -                    | -             | -             | -             | 1      | -1     |
| Усього за «Сампдорію» | Усього за «Сампдорію» | Усього за «Сампдорію» | 1         | -1        |                    | 0                  | 0                  |                      |                      |                      |               |               |               | 1      | -1     |
| Усього за кар'єру     | Усього за кар'єру     | Усього за кар'єру     | 322+2     | -343 + -2 |                    | 18                 | -30                |                      |                      |                      |               | 1             | -3            | 343    | -377   |